# Вурендал
Ву́рендал (нидерл. Voerendaal, лимб. Voelender) — община в нидерландской провинции Лимбург. Расположена в юго-восточной части провинции. Площадь составляет 31,55 км². Население по данным на февраль 2008 года — 12 754 человека. Плотность населения — 404 чел/км².
Ранее на территории общины велась добыча мергеля и угля. Имеются 2 железнодорожные станции: Климмен-Рансдал и Вурендал.
На территории общины располагаются следующие населённые пункты: Barrier, Colmont, Craubeek, Dolberg, Eyserheide, Fromberg, Heek, Hellebeuk, Klimmen, Koulen, Kunrade, Mingersberg, Opscheumer, Overheek, Ransdaal, Retersbeek, Termaar, Termoors, Ubachsberg, Voerendaal, Weustenrade, Winthagen.